# Giải vô địch bóng đá nữ U-17 châu Âu 2009

Các đội dự vòng chung kết và thành tích thi đấu

Giải vô địch bóng đá nữ U-17 châu Âu 2009 diễn ra tại Thụy Sĩ từ 22 đên 25 tháng 6 năm 2009. Đức giành chức vô địch sau chiến thắng trước Tây Ban Nha trong trận chung kết.

## Các đội tham dự
- Đức
- Na Uy
- Pháp
- Tây Ban Nha

## Kết quả
|  | Bán kết     | Bán kết     |               |   | Chung kết | Chung kết |
|  |             |             |               |   |           |           |
|  | 22 tháng 6  |             |               |   |           |           |
|  |             |             |               |   |           |           |
|  | Đức         | 4           |               |   |           |           |
|  | Đức         | 4           | 25 tháng 6    |   |           |           |
|  | Pháp        | 1           |               |   |           |           |
|  | Pháp        | 1           | Đức           | 7 |           |           |
|  | 22 tháng 6  |             | Đức           | 7 |           |           |
|  |             | Tây Ban Nha | 0             |   |           |           |
|  | Na Uy       | Tây Ban Nha | 0             | 0 |           |           |
|  | Na Uy       |             |               | 0 |           |           |
|  | Tây Ban Nha | 2           |               |   |           |           |
|  | Tây Ban Nha | 2           | Tranh hạng ba |   |           |           |
|  |             |             |               |   |           |           |
|  | 25 tháng 6  |             |               |   |           |           |
|  |             |             |               |   |           |           |
|  | Na Uy       | 1           |               |   |           |           |
|  | Na Uy       | 1           |               |   |           |           |
|  | Pháp        | 3           |               |   |           |           |

### Bán kết
| Na Uy | 0 – 2      | Tây Ban Nha               |
| ----- | ---------- | ------------------------- |
|       | (Chi tiết) | Sampedro 10' · Esther 47' |

| Đức                                    | 4 – 1      | Pháp        |
| -------------------------------------- | ---------- | ----------- |
| Malinowski 30', 46', 75' · Doppler 36' | (Chi tiết) | Ribeyra 34' |

### Tranh hạng ba
| Na Uy         | 1 – 3      | Pháp                             |
| ------------- | ---------- | -------------------------------- |
| Dekkerhus 63' | (Chi tiết) | Ribeyra 66', 79' · Solanet 80+1' |

### Chung kết
| Tây Ban Nha | 0 – 7      | Đức                                                                |
| ----------- | ---------- | ------------------------------------------------------------------ |
|             | (Chi tiết) | Mester 3' · Malinowski 17', 42', 45', 50', 80' · Elsig 67' (ph.đ.) |

| Vô địch Giải vô địch bóng đá nữ U-17 châu Âu 2009 |
| ------------------------------------------------- |
| · Đức · Lần thứ hai                               |